# 荻原詠理
荻原 詠理（おぎはら えり、2003年2月12日 - ）は、日本のカーリング選手。元SC軽井沢クラブJr.所属。長野清泉女学院中学校・高等学校出身、立教大学コミュニティ福祉学部在学中。

## 人物
長野県軽井沢町出身。5歳からカーリングを始める。
2014年、第7回日本ミックスダブルスカーリング選手権大会に土屋長雄とペアを組み出場。第31回日本カーリング選手権大会に最年少の11歳で出場。
SC軽井沢クラブ2019年度エリートアカデミー生。2020年世界女子カーリング選手権大会に日本女子代表チーム（ロコ・ソラーレ）のフィフスとして参加予定だったが、新型コロナウィルス感染症拡大を受けて大会中止となった。
2022年5月、世界ジュニアカーリング選手権にて日本カーリング界初となる世界選手権金メダルを獲得。
2022年6月、上野結生、三浦由唯菜らと共に2023年世界ジュニアカーリング選手権の日本代表候補として選抜され、2023年2月に開催された大会にリードとして出場、銀メダルを獲得した。
2024年4月、ロコ・ステラに加入
。
2025年1月、2025年冬季ワールドユニバーシティゲームズのカーリング競技に女子団体の日本代表のセカンドとして出場、ワールドユニバーシティゲームズのカーリング競技において日本初となる金メダルを獲得した。
2025年7月、ロコ・ステラを退団。

## チーム

### 4人制女子
| シーズン | フォース      | サード      | セカンド   | リード    | リザーブ   | コーチ                | 主な大会             |
| -------- | ------------- | ----------- | ---------- | --------- | ---------- | --------------------- | -------------------- |
| 2013–14  | 北澤育恵(S)   | 中嶋星奈    | 鈴木みのり | 荻原詠理  | 谷本 文子  |                       | JWCC 2014            |
| 2016–17  | 栁澤実知(S)   | 豊田莉子    | 菅原舞雪   | 荻原詠理  | 岡村千奈美 |                       | JWCC 2017            |
| 2018–19  | 戸田優美(S)   | 荻原詠理    | 浅野さくら | 須山莉都  |            | 長岡はと美 佐藤みつき | 軽井沢国際2018       |
| 2019–20  | 鈴木みのり    | 荻原詠理    | 上野結生   | 山本冴(S) | 上野美優   | 佐藤みつき            | WJBCC 2019 WJCC 2020 |
| 2020-21  | 上野美優      | 荻原詠理    | 上野結生   | 山本冴(S) |            |                       | JJCC 2020            |
| 2021–22  | 上野美優(V)   | 荻原詠理    | 上野結生   | 山本冴(S) | 三浦由唯菜 | 小笠原歩              | WJCC 2022            |
| 2022–23  | 三浦由唯菜(S) | 松永愛唯(V) | 上野結生   | 荻原詠理  | 佐久間優名 | 小笠原歩              | WJCC 2023            |

※（S）：スキップ／（V）：バイススキップ

### ミックスダブルス
| シーズン | 女性     | 男性     | 主な大会   |
| -------- | -------- | -------- | ---------- |
| 2013–14  | 荻原詠理 | 土屋長雄 | JMDCC 2014 |
| 2014–15  | 荻原詠理 | 遠藤佑真 |            |

## 戦績
| 大会               | 13–14 | 15–16 | 16–17 | 18–19 | 19–20 | 20–21 | 21-22 | 22-23 |       |       |       |       |
| 4人制              | 4人制 | 4人制 | 4人制 | 4人制 | 4人制 | 4人制 | 4人制 | 4人制 | 4人制 | 4人制 | 4人制 | 4人制 |
| ------------------ | ----- | ----- | ----- | ----- | ----- | ----- | ----- | ----- | ----- | ----- | ----- | ----- |
| 日本ジュニア選手権 |       |       |       |       | 1     | 2     | 1     |       |       |       |       |       |
| 世界ジュニア選手権 |       |       |       |       | 4     |       | 1     | 2     |       |       |       |       |
| 日本選手権         | 8     |       | 5     |       |       |       |       |       |       |       |       |       |
| ミックスダブルス   |       |       |       |       |       |       |       |       |       |       |       |       |
| 日本選手権         | 5     |       |       |       |       |       |       |       |       |       |       |       |